# Hylaeus floridanus
Hylaeus floridanus là một loài Hymenoptera trong họ Colletidae. Loài này được Robertson mô tả khoa học năm 1893.

## Hình ảnh

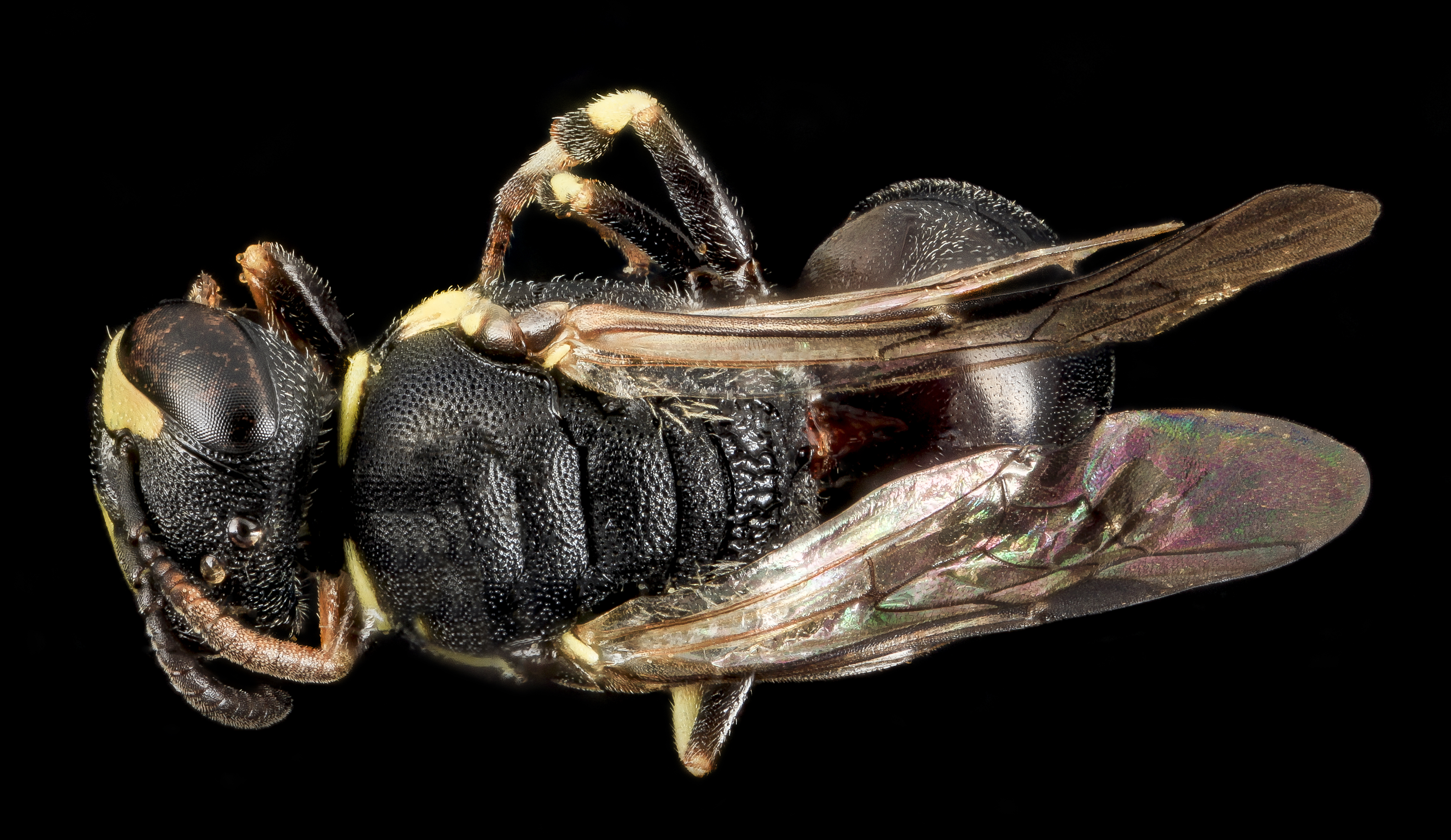
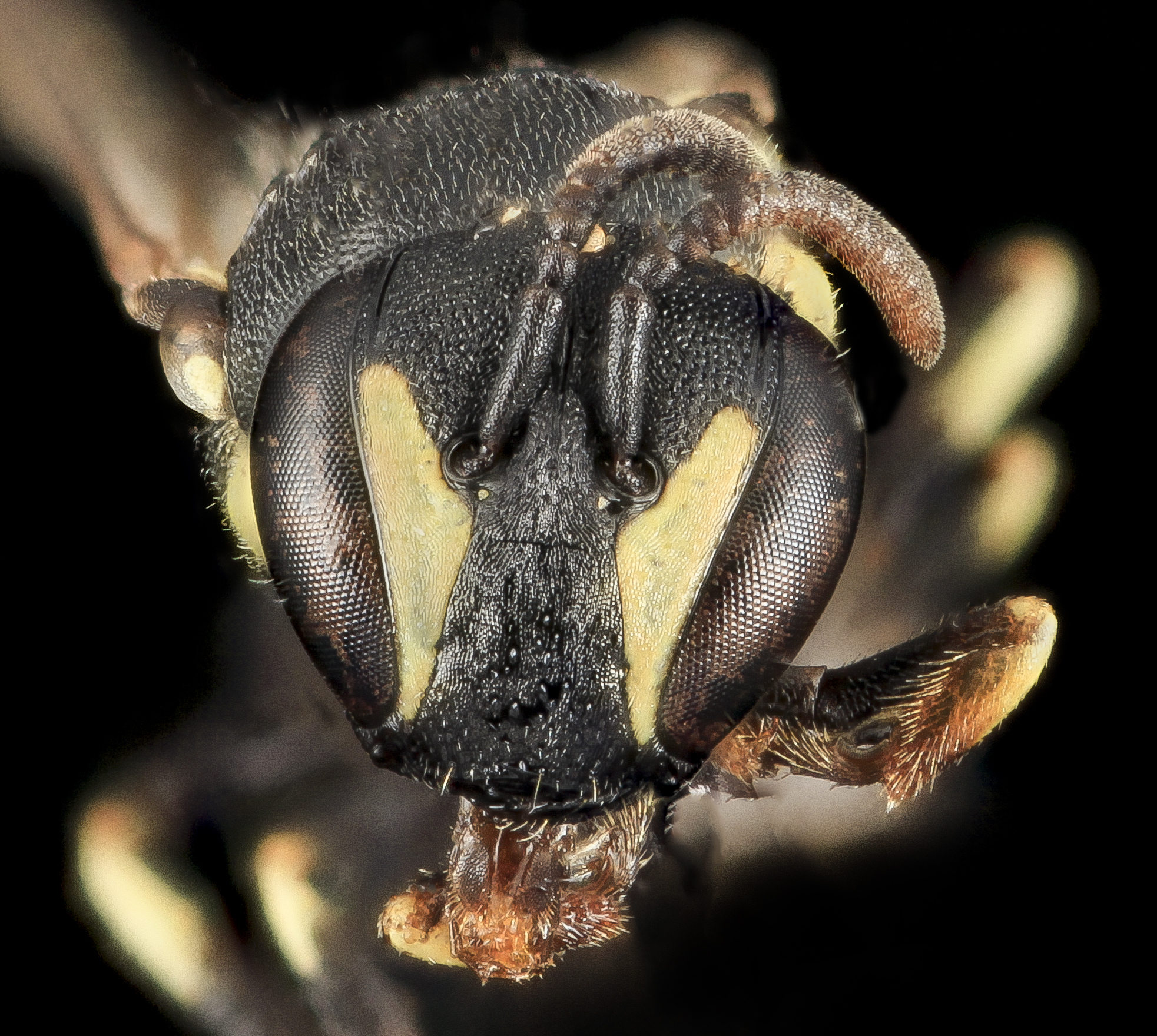
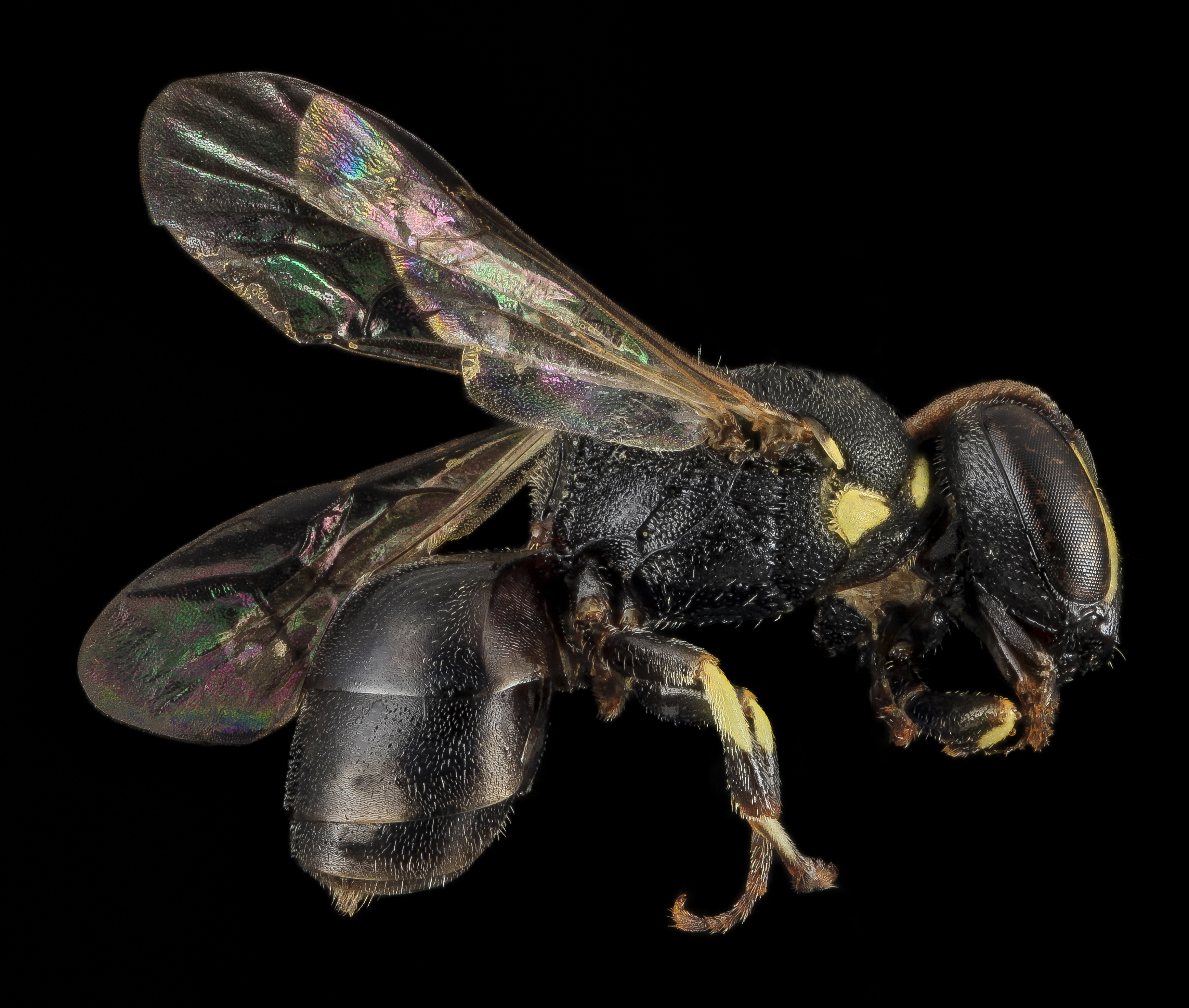
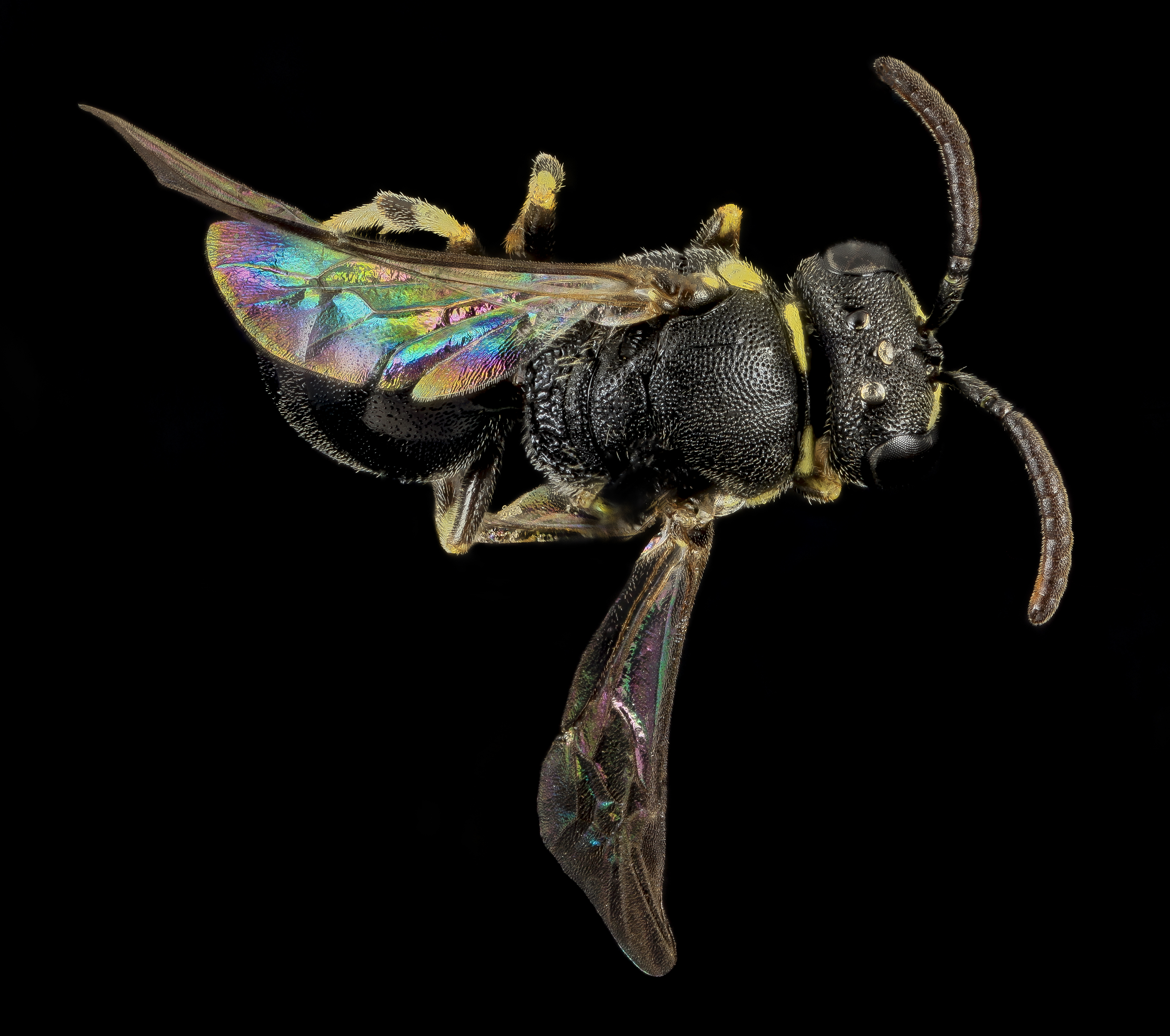